# Sillago ciliata
 Sillago ciliata és una espècie de peix de la família Sillaginidae i de l'ordre dels perciformes.

## Morfologia
Els mascles poden assolir els 51 cm de longitud total.

## Distribució geogràfica
Es troba des de la costa est d'Austràlia i la Gran Barrera de Corall fins a Victòria, nord de Tasmània, Nova Caledònia i Papua Nova Guinea.